# Вилазека Инфериоре (Торино)
Вилазека Инфериоре је насеље у Италији у округу Торино, региону Пијемонт.
Према процени из 2011. у насељу је живело 10 становника. Насеље се налази на надморској висини од 851 м.